# Лючоб
Лючоб или Лучоб (тадж. Лучоб) — река, протекающая в районах республиканского подчинения Таджикистана. Правый приток реки Варзоб (бассейн Кафирнигана). В устьевой части протекает через Душанбе.
Длина — 42 км. Площадь водосбора — 225 км². Средневзвешенная высота водосбора — 2110 м. Среднеквадратичное отклонение — 680 м. Среднесуточный расход воды — 44,4 м³/с.

## Гидрография
Начало берёт на склонах Гиссарского хребта на высоте 2087,4 метра над уровнем моря.
Количество рек протяжённостью менее 10 км расположенных в бассейне Лючоб — 104, их общая длина составляет 158 км. Коэффициент внутригодового стока — 0,17. Месяц с наибольшим стоком — май. 12 % от годового стока приходится на период с июля по сентябрь. Тип питания — снеговое.
Согласно данным справочника «Ресурсы поверхностных вод СССР» (1971), Лючоб входит в третью группу рек с летним лимитирующим сезоном. В таблице приведены следующие характеристики стока реки (место измерения посёлок Лючоб):
| Водность года | Месячный сток (%) | Месячный сток (%) | Месячный сток (%) | Месячный сток (%) | Месячный сток (%) | Месячный сток (%) | Месячный сток (%) | Месячный сток (%) | Месячный сток (%) | Месячный сток (%) | Месячный сток (%) | Месячный сток (%) | Сезонный сток (%) | Сезонный сток (%) | Сезонный сток (%)  |
| Водность года | I                 | II                | III               | IV                | V                 | VI                | VII               | VIII              | IX                | X                 | XI                | XII               | Весна (IV—VII)    | Лето (VIII—IX)    | Зима-лето (X—III)! |
| ------------- | ----------------- | ----------------- | ----------------- | ----------------- | ----------------- | ----------------- | ----------------- | ----------------- | ----------------- | ----------------- | ----------------- | ----------------- | ----------------- | ----------------- | ------------------ |
| Многоводный   | 2,7               | 3,3               | 10,5              | 23,1              | 28,0              | 13,9              | 7,3               | 3,6               | 2,0               | 1,5               | 1,8               | 2,3               | 75,5              | 12,9              | 11,6               |
| Средний       | 2,7               | 3,2               | 9,5               | 21,5              | 30,2              | 14,6              | 7,3               | 3,3               | 1,8               | 1,8               | 1,9               | 2,2               | 75,8              | 12,4              | 11,8               |
| Маловодный    | 2,6               | 3,2               | 8,3               | 23,4              | 31,2              | 13,3              | 6,5               | 3,1               | 2,1               | 1,8               | 2,1               | 2,4               | 76,2              | 11,7              | 12,1               |

### Комментарии
1. ↑  отношение величины стока за период июль-сентябрь к величине стока за период март-июнь